# Labidochromis lividus
Labidochromis lividus D. S. C. Lewis (лабідохроміс блакитний) — вид окунеподібних риб родини цихлові (Cichlidae), використовується як акваріумні риби.

## Поширення
Ендемічний вид для озера Малаві, де він відомий тільки на кам'янистому дні уздовж західного узбережжя острова Лікома у районі бухти Лайонс-Ков. Цей вид може досягати в довжину 7,1 см. Вид також популярний в акваріумній торгівлі.

## Живлення
Всеїдний вид. У природі живиться водоростями і рачками на каменях.